# Peter Mattei

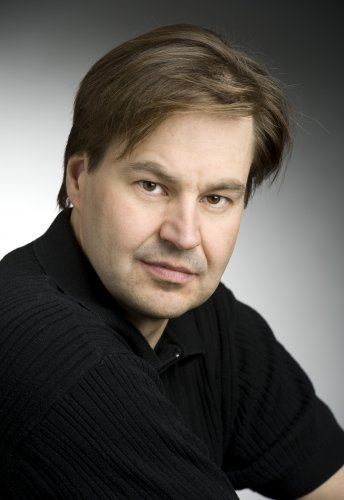
Peter Mattei, 2012

Peter Mattei (Aussprache [ˌpeːtəɺ maˈtɛjː], * 3. Juni 1965 in Piteå) ist ein schwedischer Opern- und Konzertsänger (Bariton).

## Leben
Peter Mattei studierte an der Königlichen Musikhochschule und an der Hochschule für Opernkünstler (Operahögskolan) in Stockholm.
1990 debütierte er am Schlosstheater Drottningholm in Mozarts La finta giardiniera. Seinen internationalen Durchbruch erlebte er 1998 als Don Giovanni unter der Regie von Peter Brook beim Festival d’Aix-en-Provence.
Mattei hatte in den vergangenen Spielzeiten Engagements u. a. an der Metropolitan Opera, der Oper Frankfurt, bei den Salzburger Festspielen, der Wiener Staatsoper, der Königlichen Oper Stockholm, der Lyric Opera of Chicago, dem Teatro alla Scala, der Opéra National de Paris, der Bayerischen Staatsoper, der San Francisco Opera, dem Glyndebourne Festival, am Théâtre Royal de la Monnaie und an der Staatsoper Berlin. Mattei gilt derzeit als einer der gefragtesten Baritone seiner Generation.

## Auszeichnung
- 2014: International Opera Award, Nominierung als bester Sänger